# Isola Liège
L'isola Liège è una delle più grandi isole dell'arcipelago Palmer, al largo della costa nord-occidentale della Terra di Graham, in Antartide. L'isola si trova in particolare nella parte nord-orientale dell'arcipelago, poco a nord-est dell'isola Brabant, da cui la separa un canale all'interno di cui si trova l'isola Davis, e a ovest delle isole Christiania, da cui la separa il passaggio Croker. L'isola Liège misura 18,15 km nella direzione nord-sud e 7,3 km nella direzione est-ovest, mentre la massima altitudine è raggiunta presso il monte Vesalius, la cui cima arriva a circa 800 m s.l.m.. L'interno dell'isola è occupato dalla catena montuosa dei monti Brugmann, che ospita anche diversi ghiacciai, come il Pleystor e lo Zbelsurd.

## Storia
L'isola Liège è stata così battezzata dalla spedizione antartica belga (1897–1899) comandata da Adrien de Gerlache, in onore provincia belga di Liegi, in riconoscimento del sostegno dato alla spedizione dai suoi abitanti. La mappatura dettagliata dell'isola è stata però effettuata solo nel 1978 e nel 1980 da parte dei cartografi del British Antarctic Survey.

## Mappe
- Territorio antartico britannico. Mappa topografica in scala 1:200 000. Serie DOS 610, foglio W 64 62. Directorate of Overseas Surveys, Tolworth, UK, 1980.
- Dall'isola di Brabante alle isole argentine. Carta topografica in scala 1:250 000. British Antarctic Survey, 2008.